# Ahmed Ramzy
Ahmed Ramzy (25 de julho de 1965) é um ex-futebolista egípcio. Ele competiu na Copa do Mundo FIFA de 1990, sediada na Itália, na qual a seleção de seu país terminou na 20º colocação dentre os 24 participantes.